# 丹尼·梅菲
丹尼·梅菲（英語：Danny Murphy，1977年3月18日—），出生於英格蘭切斯特，是一名已退役職業足球員，司職中場。

## 生平

### 球會
早期
梅菲於克魯作學徒球員開始足球生涯。1997年，由於梅菲在世青盃中的出色表現，與奧雲合作無間，吸引了外界目光，最終利物浦領隊伊雲斯以200萬鎊收購。
利物浦
加盟後，梅菲並未習慣利物浦的環境，因而於1998/99球季被外借回母會克魯。其後，梅菲一直是利物浦領隊侯利亞非常重用的球員。
梅菲最為人津津樂道的，就是經常對曼聯時射入決定性的入球。在2000/01年、2001/02年及2003/04年球季，梅菲均在奧脫福球場射入決定性的入球，1:0擊敗曼聯。而且，在利物浦效力7年期間，梅菲一直是球隊的十二碼劊子手，並保持一項驕人紀錄，十二碼入球率為百分百。2004年，賓尼迪斯成為利物浦新領隊後，梅菲選擇離開效力7年的利物浦。
查爾頓
2004年8月，梅菲以250萬鎊轉會費加盟查爾頓，簽約四年，梅菲加盟查爾頓後迅即成為球隊中場核心，曾得到2004年的「英超九月最佳球員」。
熱刺
2006年1月31日，梅菲以200萬鎊轉會熱刺，但他並沒有獲得足夠的上陣機會。他在熱刺的第一球，是2006年10月1日對樸茨茅夫勝2:1的比賽，在39秒即射入一球。
梅菲的第二球非常偶然，在對紐卡素的比賽中迪科爾受傷，熱刺領隊馬田·祖爾以梅菲入替，把陣式改為4-5-1。梅菲開出一球罰球，撞到史提芬·泰萊的臉上改變方向，令基雲只能目送皮球入網。幾個月後，英格蘭足總決定把這球入球當作史提芬·泰萊的烏龍球。
富咸
2006/07年球季梅菲決定轉會，加盟英超球會富咸，轉會費則未有公開。2007年9月15日首次代表富咸上陣，對手是韋根。9月22日的聯賽，他後備入替不久即協助富咸追平曼城3:3。2007年11月25日，富咸主場對布力般流浪賽事，梅菲射入十二碼，可惜球隊被對手迫和各得一分。
2008年5月11日，英超最後一週賽事富咸作客至樸茨茅夫，富咸陷入降班威脅，此場必需取勝才可謢級成功。富咸上半場只能與對手打平，至76分鐘，梅菲接應右路傳中球頂入重要的一球，令富咸以得較佳得失球差壓倒同分的雷丁，助富咸成功下年度留於英超。

### 國家隊
梅菲曾9次入選英格蘭並射入一球。他本來可以取代受傷的謝拉特入選2002年世界盃，但他最後卻因跖骨受傷而退隊。

## 榮譽
利物浦
- 英格蘭聯賽盃：2001年、2003年
- 英格蘭足總盃：2001年
- 歐洲足協盃：2001年
- 英格蘭慈善盾：2001年
- 歐洲超級盃：2001年

## 連結
- 足球数据库：丹尼·梅菲的球员统计数据
- 梅菲檔案及數據（页面存档备份，存于）